# حسن بنجلون
حسن بنجلون (مواليد 12 أبريل 1950) هو مخرج وكاتب سيناريو ومنتج أفلام مغربي، أخرج العديد من الأفلام الحائزة على جوائز وطنية ودولية، من أهم أفلامه الغرفة السوداء.

## مسيرته
ولد في 12 أبريل 1950 بمدينة سطات هو الابن الأوسط لأسرة من عشرة أبناء، ترعرع وتابع دراسته الابتدائية والثانوية بسطات.
في سنة 1965، التحق بثانوية عبد المالك السعدي بالقنيطرة لإتمام دراسته العلمية. بعد حصوله على الباكالوريا، تابع دراسته العليا بجامعة كون الفرنسية، وفيها نال دبلوم الصيدلة عام 1976.
بعد عودته إلى المغرب، التحق، في إطار الخدمة المدنية، بجامعة الطب بالدارالبيضاء. وفي فبراير 1979 افتتح «صيدلية سطات» بمدينة سطات.
عشق وولع حسن بن جلون بالفن السابع جعلاه يسجل بنوادي السينما والفنون ويساهم في العديد من الأنشطة الثقافية، وهكذا أخرج ما بين 1976 و1979 عدة استطلاعات وأفلام طبية.
في 1980، قرر العودة إلى باريس لمتابعة دراسته في الإخراج بالمعهد الحر الفرنسي للسينما؛ أقام بشارع (Cherche-Midi) وتمرن في القناة التلفزية الفرنسية FR3 إبّان ظهورها، وأخرج أول أفلامه القصيرة «الاتجاه الوحيد» سنة 1983.
حصل حسن بن جلون على دبلوم الإخراج وعاد إلى المغرب سنة 1984، اشتغل مع عبد القادر لقطع في برنامجه «صورة وصوت»، وأنشأ، بتعاون مع سينمائيين مغاربة منهم الراحل محمد الركاب «شركة الفيلم المغاربي» حيث تم إخراج أفلام تعليمية، وثائقية وإشهارية (1985-1990).
في سنة 1989، ساهم حسن إلى جانب أربعة مخرجين مغاربة في إنشاء «التجمع البيضاوي» الذي أعطى النور لإخراج خمسة أفلام طويلة منها «عرس الآخرين» أول فيلم له. 

## أعماله
- 1990: «عرس الآخرين»
- 1993: «ياريت» أو «زمن أغنية»
- 1998: «أصدقاء الأمس»
- 2001: «شفاه الصمت»
- 2002: «محاكمة امرأة»
- 2002: "ولد الدرب
- 2004: «الغرفة السوداء» (أو درب مولاي الشريف)
- 2006: «للأزواج فقط»
- 2007: «فاين ماشي يا موشي؟»
- 2009: «المطمورة»
- 2010: «المنسيون»
- 2013: «القمر الأحمر»
- 2016: «اختيار أسماء»
- 2019: «من أجل القضية»

## وصلات خارجية
- حسن بنجلون على موقع IMDb (الإنجليزية)
- حسن بنجلون على موقع ألو سيني (الفرنسية)
- حسن بنجلون على موقع ألو سيني (الفرنسية)
- حسن بنجلون على موقع أول موفي (الإنجليزية)
- حسن بنجلون على موقع أول موفي (الإنجليزية)
- حسن بنجلون على موقع قاعدة بيانات الفيلم (الإنجليزية)
- حسن بنجلون على موقع كينوبويسك (الروسية)